# Präsidentschafts- und Parlamentswahl in Chile 1993
Die Präsidentschafts- und Parlamentswahl in Chile 1993 fand am 11. Dezember  statt.
Bei ihr wurden der Präsident der Republik und die Mitglieder des Nationalkongress (120 Mandate in der Abgeordnetenkammer und 18 von 38 Mandate im Senat) gewählt.

## Ergebnis

### Präsidentschaftswahl
| Kandidaten        | Kandidaten              | Parteien                                               | Stimmen   | %    |
| ----------------- | ----------------------- | ------------------------------------------------------ | --------- | ---- |
|                   | Eduardo Frei Ruiz-Tagle | Concertación (PDC – PS – PPD – PR – SDCH)              | 4.040.497 | 58,0 |
|                   | Arturo Alessandri Besa  | Unión por el Progreso (UDI – RN – UCC – Sur – PN – PL) | 1.701.324 | 24,4 |
|                   | José Piñera             | Parteilos                                              | 430.950   | 6,2  |
|                   | Manfred Max-Neef        | Movimiento Ecologista                                  | 387.102   | 5,6  |
|                   | Eugenio Pizarro         | Alternativa Democrática de Izquierda (PCCh – MAPU)     | 327.402   | 4,7  |
|                   | Cristián Reitze         | Alianza Humanista Verde (PH – Los Verdes)              | 81.675    | 1,2  |
| Gesamt            | Gesamt                  | Gesamt                                                 | 6.968.950 | 100  |
|                   |                         |                                                        |           |      |
| Ungültige Stimmen | Ungültige Stimmen       | Ungültige Stimmen                                      | 407.741   | 5,5  |
| Wähler            | Wähler                  | Wähler                                                 | 7.376.691 | 91,2 |
| Wahlberechtigte   | Wahlberechtigte         | Wahlberechtigte                                        | 8.085.493 |      |
|                   |                         |                                                        |           |      |
| Quelle: SERVEL    |                         |                                                        |           |      |

### Parlamentswahl

#### Abgeordnetenkammer
| Wahlbündnisse                         | Wahlbündnisse                        | Listen                               | Stimmen   | %    | Mandate |
| ------------------------------------- | ------------------------------------ | ------------------------------------ | --------- | ---- | ------- |
|                                       | Concertación                         | Partido Demócrata Cristiano de Chile | 1.827.373 | 27,1 | 37      |
| Partido Socialista de Chile           | Concertación                         | 803.719                              | 11,9      | 15   |         |
| Partido por la Democracia             | Concertación                         | 798.206                              | 11,8      | 15   |         |
| Partido Radical                       | Concertación                         | 200.837                              | 3,0       | 2    |         |
| Partido Socialdemocracia Chilena      | Concertación                         | 53.377                               | 0,8       | –    |         |
| Unabhängige                           | Concertación                         | 49.764                               | 0,7       | 1    |         |
| ↳ Gesamt                              | Concertación                         | 3.733.276                            | 55,4      | 70   |         |
|                                       | Unión por el Progreso                | Renovación Nacional                  | 1.098.852 | 16,3 | 29      |
| Unión Demócrata Independiente         | Unión por el Progreso                | 816.104                              | 12,1      | 15   |         |
| Unión de Centro Centro                | Unión por el Progreso                | 216.639                              | 3,2       | 2    |         |
| Partido del Sur                       | Unión por el Progreso                | 13.422                               | 0,2       | –    |         |
| Partido Nacional                      | Unión por el Progreso                | 2.688                                | 0,0       | –    |         |
| Unabhängige                           | Unión por el Progreso                | 324.084                              | 4,8       | 4    |         |
| ↳ Gesamt                              | Unión por el Progreso                | 2.471.789                            | 36,7      | 50   |         |
|                                       | Alternativa Democrática de Izquierda | Partido Comunista de Chile           | 336.034   | 5,0  | –       |
| Movimiento de Acción Popular Unitaria | Alternativa Democrática de Izquierda | 6.644                                | 0,1       | –    |         |
| Unabhängige                           | Alternativa Democrática de Izquierda | 87.817                               | 1,3       | –    |         |
| ↳ Gesamt                              | Alternativa Democrática de Izquierda | 430.495                              | 6,4       | –    |         |
|                                       | La Nueva Izquierda                   | Alianza Humanista Verde              | 67.733    | 1,0  | –       |
| Movimiento Ecologista                 | La Nueva Izquierda                   | 2.215                                | 0,0       | –    |         |
| Unabhängige                           | La Nueva Izquierda                   | 26.247                               | 0,4       | –    |         |
| ↳ Gesamt                              | La Nueva Izquierda                   | 96.195                               | 1,4       | –    |         |
|                                       | Unabhängige                          | Unabhängige                          | 7.104     | 0,1  | –       |
| Gesamt                                | Gesamt                               | Gesamt                               | 6.738.859 | 100  | 120     |
|                                       |                                      |                                      |           |      |         |
| Ungültige Stimmen                     | Ungültige Stimmen                    | Ungültige Stimmen                    | 646.157   | 8,7  |         |
| Wähler                                | Wähler                               | Wähler                               | 7.385.016 | 91,3 |         |
| Wahlberechtigte                       | Wahlberechtigte                      | Wahlberechtigte                      | 8.085.493 |      |         |
|                                       |                                      |                                      |           |      |         |
| Quelle: SERVEL                        |                                      |                                      |           |      |         |

#### Senat
| Wahlbündnisse                         | Wahlbündnisse                        | Listen                               | Stimmen   | %    | Mandate |
| ------------------------------------- | ------------------------------------ | ------------------------------------ | --------- | ---- | ------- |
|                                       | Concertación                         | Partido Demócrata Cristiano de Chile | 378.987   | 20,2 | 4       |
| Partido Socialista de Chile           | Concertación                         | 238.405                              | 12,7      | 3    |         |
| Partido por la Democracia             | Concertación                         | 275.727                              | 14,7      | 2    |         |
| Partido Radical                       | Concertación                         | 119.459                              | 6,4       | –    |         |
| Unabhängige                           | Concertación                         | 27.253                               | 1,5       | –    |         |
| ↳ Gesamt                              | Concertación                         | 1.039.831                            | 55,5      | 9    |         |
|                                       | Unión por el Progreso                | Renovación Nacional                  | 279.580   | 14,9 | 5       |
| Unión Demócrata Independiente         | Unión por el Progreso                | 190.283                              | 10,2      | 2    |         |
| Partido del Sur                       | Unión por el Progreso                | 52.509                               | 2,8       | –    |         |
| Unión de Centro Centro                | Unión por el Progreso                | 46.455                               | 2,5       | 1    |         |
| Unabhängige                           | Unión por el Progreso                | 130.587                              | 7,0       | 1    |         |
| ↳ Gesamt                              | Unión por el Progreso                | 699.414                              | 37,3      | 9    |         |
|                                       | Alternativa Democrática de Izquierda | Partido Comunista de Chile           | 65.073    | 3,5  | –       |
| Movimiento de Acción Popular Unitaria | Alternativa Democrática de Izquierda | 3.030                                | 0,2       | –    |         |
| Unabhängige                           | Alternativa Democrática de Izquierda | 13.278                               | 0,7       | –    |         |
| ↳ Gesamt                              | Alternativa Democrática de Izquierda | 81.381                               | 4,3       | –    |         |
|                                       | La Nueva Izquierda                   | Alianza Humanista Verde              | 8.528     | 0,5  | –       |
| Unabhängige                           | La Nueva Izquierda                   | 3.740                                | 0,2       | –    |         |
| ↳ Gesamt                              | La Nueva Izquierda                   | 12.268                               | 0,7       | –    |         |
|                                       | Unabhängige                          | Unabhängige                          | 41.233    | 2,2  | –       |
| Gesamt                                | Gesamt                               | Gesamt                               | 1.874.127 | 100  | 18      |
|                                       |                                      |                                      |           |      |         |
| Ungültige Stimmen                     | Ungültige Stimmen                    | Ungültige Stimmen                    | 171.554   | 8,4  |         |
| Wähler                                | Wähler                               | Wähler                               | 2.045.681 | 90,3 |         |
| Wahlberechtigte                       | Wahlberechtigte                      | Wahlberechtigte                      | 2.265.560 |      |         |
|                                       |                                      |                                      |           |      |         |
| Quelle: SERVEL                        |                                      |                                      |           |      |         |